# Hey Ma
«Hey Ma» es una canción grabada por el rapero estadounidense Pitbull y el cantante colombiano J Balvin, tomada de la banda sonora de la película de acción de 2017 The Fate of the Furious, con voces de la cantante cubana-mexicana Camila Cabello. Fue escrita por los artistas junto con Sermstyle, Tinashe Sibanda, Philip Kembo, Soaky Siren y Johnny Yukon, y producidos por Sermstyle, T-Cuello, Pip Kembo y Yukon. Las voces fueron producidas por Matt Beckley. Originalmente, la canción estuvo planificada para ser una colaboración entre Pitbull, Britney Spears y Romeo Santos, pero Spears y Santos fueron reemplazados por Cabello y Balvin, respectivamente. Hay dos versiones de la canción; una en español y otra en inglés, siendo esta última menos conocida que la versión en castellano.

## Recepción de la crítica
En Billboard, editores de Spotify nombraron a la canción como un "single steamy" y destacaron el "encaje perfecto" de Camila.

## Rendimiento comercial
"Hey Ma" debutó en el número cinco en el Hot Latin Songs con 14.000 descargas vendidas, marcando el debut más alto de Pitbull en la historia e igualando el mejor de Balvin junto con su anterior "Ginza". La canción también marca la entrada por primera vez de Camila en la lista.

## Videoclip
El vídeo musical que acompaña a "Hey Ma" fue filmado en Miami, Florida. Como lo describe Billboard, el vídeo "picante" está lleno de escenas "brillantes y vivas" que representan a la cultura cubana mientras los intérpretes se mueven por las calles interactuando con la multitud y bailando frente a "impresionantes" coches. Escenas de la película The Fate of the Furious aparecen también en el videoclip.

## Actuaciones en directo
Balvin, Cabello y Pitbull actuaron en la primera actuación televisada de la canción en los MTV Movie & TV Awards de 2017. Griselda Flores de la revista Billboard dijo que "El trío calentó las cosas cuando subieron al escenario para realizar la animada actuación", y alabó sus miradas diciendo: "Cabello se metió en un vestido rojo sin tirantes y con estampado de flores que lo llevaba sobre unos shorts negros que se asomaban por la raja frontal del vestido. Pitbull y J Balvin complementaban la mirada de Cabello al oscilar trajes negros: Balvin en pantalones vaqueros y Mr. 305 en un traje equipado".

## Posicionamiento en listas
| Listas (2017)                         | Posición más alta |
| ------------------------------------- | ----------------- |
| Argentina (Monitor Latino)            | 12                |
| Chile (Monitor Latino)                | 15                |
| Colombia (National Report)            | 44                |
| Francia (SNEP)                        | 52                |
| Guatemala (Monitor Latino)            | 8                 |
| Italia (FIMI)                         | 49                |
| Japón (Japan Hot 100)                 | 11                |
| México Airplay (Billboard)            | 13                |
| México Español Airplay (Billboard)    | 2                 |
| Panamá (Monitor Latino)               | 1                 |
| España (PROMUSICAE)                   | 1                 |
| Suecia Heatseeker (Sverigetopplistan) | 11                |
| EE. UU. Hot Latin Sons (Billboard)    | 5                 |
| EE. UU. Latin Pop Songs (Billboard)   | 24                |